# U21 (オーストリア＝ハンガリー帝国潜水艦)
U21 (SM U21 または U XXI) はオーストリア＝ハンガリー帝国海軍の潜水艦。U20級。

## 艦歴
ポーラ海軍工廠で建造。1915年3月27日発注。1915年中頃起工。1916年8月15日進水。
1917年1月の潜水試験中に深く潜りすぎたため損傷し、その後7ヶ月以上修理に要した。「U21」は8月15日にフーゴ・フォン・ザイファーティッツ（Hugo von Seyffertitz）大尉の指揮下就役した。31歳のザイファーティッツは潜水艦艦長を務めるのは初めてであった。
就役から10日後、「U21」は無事42mまで潜水に成功した。しかし、9月に潜航試験を行った際海底に接触して艦首がくぼみ、修理が必要となった。9月29日、ザイファーティッツは「U21」をブリユニの潜水艦基地からコトルへ向かわせた。コトルには10月1日に到着した。10月4日に「U21」はアルバニア沿岸への哨戒に出発したが、10月中旬にはコトルに戻った。
10月15日、U-21はコトルから出撃し、初めての地中海への展開を開始した。「U21」はイオニア海へ向かおうとしたが、司令塔のハッチで漏水が発生し修理不可能であったため帰投を余儀なくされた。10月18日にコトルに戻ったU-21はプーラへ向かい、そこには10月24日に着いた。そこでU-21は修理を受けた。修理中にザイファーティッツは潜水艦「U47」に移った。
1918年3月24日、ローベルト・デュリアル（Robert Dürrial）大尉が「U21」の艦長に任命された。26歳のデュリアルは1917年に潜水艦「U10」の艦長を4ヶ月間務めていた。「U21」は6月1日にプーラからコトルへ向け出発したが、途中ジャイロコンパス修理のためにラブ島とNovigradに立ち寄った。
7月16日、アルバニア沿岸での哨戒中、ディーゼルエンジンのピストンが破損したため「U21」はDjenovicへ向かった。7月25日、「U21」はプーラへと曳航された。そして戦争終了までそこに留まった。「U21」は賠償艦としてイタリアに引き渡され、1920年に解体された。他の同型艦同様、「U21」の戦果は皆無であった。

## 文献
- Gardiner, Robert, ed. (1985). Conway's All the World's Fighting Ships, 1906–1921. Annapolis, Maryland: Naval Institute Press. ISBN 9780870219078. OCLC 12119866
- Gibson, R. H.; Maurice Prendergast (2003) [1931]. The German Submarine War, 1914–1918. Annapolis, Maryland: Naval Institute Press. ISBN 9781591143147. OCLC 52924732
- Halpern, Paul G. (1994). A Naval History of World War I. Annapolis, Maryland: Naval Institute Press. ISBN 9780870212666. OCLC 28411665